# Estación de Leixões
La Estación Ferroviaria de Leixões es una plataforma de la Línea de Leixões, que sirve al Puerto de Leixões, en Portugal.

## Características
En 2010, tenía una vía de circulación, con 1100 metros de longitud, y una plataforma, que presentaba 118 metros de extensión y 30 centímetros de altura.

## Historia
La Estación de Leixões fue inaugurada en 1938.